# Acraea bankoides
Acraea bankoides är en fjärilsart som beskrevs av Carpenter 1935. Acraea bankoides ingår i släktet Acraea och familjen praktfjärilar. Inga underarter finns listade i Catalogue of Life.